# Chants of Sennaar
Chants of Sennaar (litt. « Les chants de Sennaar ») est un jeu vidéo d'aventure et de réflexion créé par le studio indépendant français Rundisc et édité par Focus Entertainment. Il sort le 5 septembre 2023 sur Windows, Xbox One, PlayStation 4 et Nintendo Switch.
Dans un univers fictif apparenté au mythe de la tour de Babel, le joueur est chargé de rétablir le lien linguistique entre les peuples par le biais de traductions et d'énigmes à résoudre.
Chants of Sennaar reçoit dans l'ensemble d'excellentes critiques, qui louent ses mécaniques de jeu et sa direction artistique. Il remporte plusieurs prix, dont ceux de meilleur jeu et de meilleur jeu indépendant de l'année 2023 lors de la cérémonie des Pégases 2024.

## Système de jeu

La Tour de Babel vue par Pieter Brueghel l'Ancien au XVIe siècle.

Le joueur incarne un personnage muet, chargé de rétablir le lien linguistique entre les différents peuples de la tour de Sennaar, et confronté à de nombreuses énigmes à résoudre. Celles-ci sont dispersées sur cinq étages, chacun avec une communauté et une langue qui lui sont propres,. Le jeu propose des points de déplacement rapide pour faciliter les trajets d'une zone à l'autre.
Les énigmes tiennent à la fois de la traduction de glyphes par déduction ou comparaison d'indices, et de casse-têtes plus classiques propres au genre du pointer-cliquer : portes fermées à ouvrir, codes secrets à retrouver ou bien requêtes de personnages à exaucer,. Des indices sont trouvables à de nombreux endroits pour guider le joueur dans ses traductions, y compris sous la forme d'une référence au jeu Flappy Bird. Certaines énigmes évoquent aussi le style de la série de jeux d'enquête Professeur Layton. L'ensemble des mécaniques sont non violentes, une volonté des développeurs de mettre en valeur un protagoniste à l'héroïsme « différent », de type diplomate ou traducteur, qui selon eux résolvent des problèmes non pas grâce à leur courage mais par empathie, capacité d'écoute et ouverture d'esprit. Quelques séquences d'infiltration imposent au joueur de faire preuve de discrétion dans certains environnements pour ne pas se faire repérer par des gardes cherchant à l'expulser de la tour.
Chants of Sennaar peut être complété en une dizaine d'heures et propose plusieurs fins. Le principe du jeu invite le joueur à prendre parfois du recul dans ses raisonnements, pour identifier par exemple les préjugés culturels à l'œuvre dans le vocabulaire qu'il faut traduire : l'une des langues décrit ainsi la population vivant à un certain étage de la Tour de manière admirative, tandis qu'une autre les désigne par un terme péjoratif. Le seul point commun des différents dialectes rencontrés tient au vocabulaire ; pour le reste, de la gestion du pluriel à la construction des phrases, les règles grammaticales varient d'un étage de la tour à l'autre.

## Développement

### Prémices
Les deux développeurs à l'origine du jeu se rencontrent hors du milieu du jeu vidéo en 2015. Julien Moya fait des études d'arts plastiques et de modélisation 3D à l'école Estienne, avant d'estimer que les méthodes de production à la chaîne de l'industrie vidéoludique ne sont pas pour lui, et de se consacrer pendant près de vingt ans à une carrière de designer pour sites web. Thomas Panuel est, quant à lui, développeur pour de grandes sociétés industrielles. À leur rencontre, Moya est en cours de remise en question professionnelle ; tous deux choisissent alors, comme loisir, de se lancer sur un petit projet de jeu, Varion, qui leur donne l'occasion de se familiariser avec des outils tels que le moteur de jeu Unity. C'est donc durant leurs temps libre qu'ils développent et finissent par publier Varion à l'automne 2018 ; à l'époque, Moya travaille comme designer graphique en freelance, et Panuel comme chef de projet digital. Leur jeu invitant les joueurs à s'affronter en pilotant des chars dans un environnement futuriste est un échec commercial, sans déception cependant pour ses créateurs, qui le concevaient comme un projet de loisir, au niveau d'ambitions approprié à leurs compétences de développement, et qui en concluent que les jeux indépendants sont voués à l'échec sans l'aide d'un partenaire commercial pour gérer la communication.

### Fondation de Rundisc
Après Varion, c'est avec l'objectif de capter davantage de joueurs que Moya et Panuel envisagent leur projet suivant, dont ils démarrent le développement en 2019, même s'ils ont à l'esprit que celui-ci risque d'être considéré comme un jeu de niche. Ils tiennent cette fois à trouver un éditeur pour les aider à distribuer ce nouveau titre.
Ils fondent alors le studio Rundisc en 2018. Le jeune studio toulousain ne compte jusqu'à la sortie de Chants of Sennaar qu'un seul employé à temps plein, Julien Moya, qui officie comme directeur artistique et comme l'un des deux concepteurs en chef, aux côtés de Thomas Panuel. Trois développeurs indépendants se joignent à eux pour développer le plus gros de Chants of Sennaar, qui est donc conçu par une équipe de près de cinq personnes, un chiffre très réduit pour l'industrie vidéoludique.

### Inspirations et conception

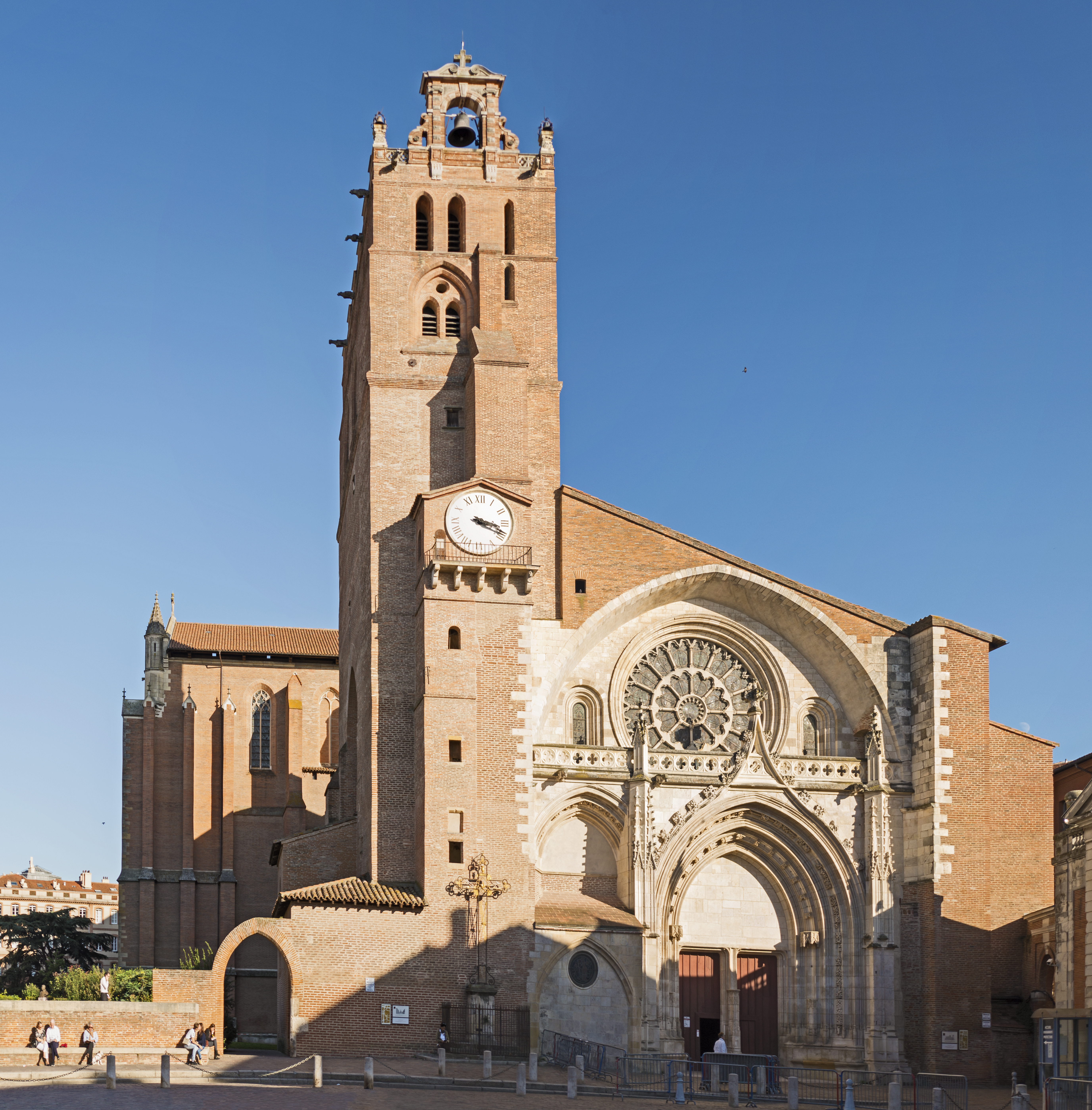
La cathédrale Saint-Étienne de Toulouse, qui inspire l'idée d'un jeu dans lequel le joueur devrait s’échapper d’une abbaye médiévale.

La conception de Chants of Sennaar démarre en 2019, avec l'idée initiale de prototyper un jeu basé sur la discrétion et l'infiltration. Puis, en passant devant la cathédrale Saint-Étienne de Toulouse, Moya a ensuite l'inspiration d'un jeu dans lequel le joueur devrait s’échapper d’une abbaye médiévale en se déguisant pour se fondre parmi ses résidents : le premier étage de la tour en est le résultat. Entre temps, Moya découvre Heaven's Vault, sorti en 2019, dans lequel le joueur incarne un archéologue devant déchiffrer les vestiges d'une ancienne civilisation ; bien qu'il n'apprécie pas le jeu, il décide après y avoir joué de s'intéresser davantage au concept d'un gameplay basé sur la langue, avec un protagoniste muet tâchant de décrypter les dialectes de la cité dans laquelle il se trouve. Julien Moya s'inspire en grande partie d'Outer Wilds en tant que « knowledge-vania », c'est-à-dire en tant que jeu où la progression se mesure à l'enrichissement des connaissances du joueur. Rundisc s'inspire également des langues à base de pictogrammes imaginées par le jeu L'Arche du Captain Blood (1988). Moya expérience l'inconnu alors qu'il voyage en Corée du Sud : « Au bout de quinze jours, je savais dire bonjour, merci, lire le nom des stations de métro… Je voulais reproduire la sensation d’être un visiteur qui ne parle ni ne lit la langue, mais qui peu à peu se met à la comprendre ». Les glyphes de Chants of Sennaar s'inspirent d'ailleurs aussi du Hangeul. Quant à la mécanique du carnet de notes dans lequel associer images et informations, elle leur vient du jeu d'enquête Return of the Obra Dinn.
Les inspirations artistiques leurs proviennent d'artistes français tels que l'architecte Eugène Viollet-le-Duc, de l'école de Glasgow, de l'architecture mauresque médiévale, ou encore de l'architecture romaine et de la narration non-traditionnelle. D'après Julien Moya, le choix d'une « direction artistique radicale, sans texture et avec peu de personnages, était motivée par deux objectifs : se distinguer au sein des milliers de jeux qui sortent chaque année, et pouvoir produire à moindre coût » tout en « évit[ant]la comparaison avec les grosses productions ».

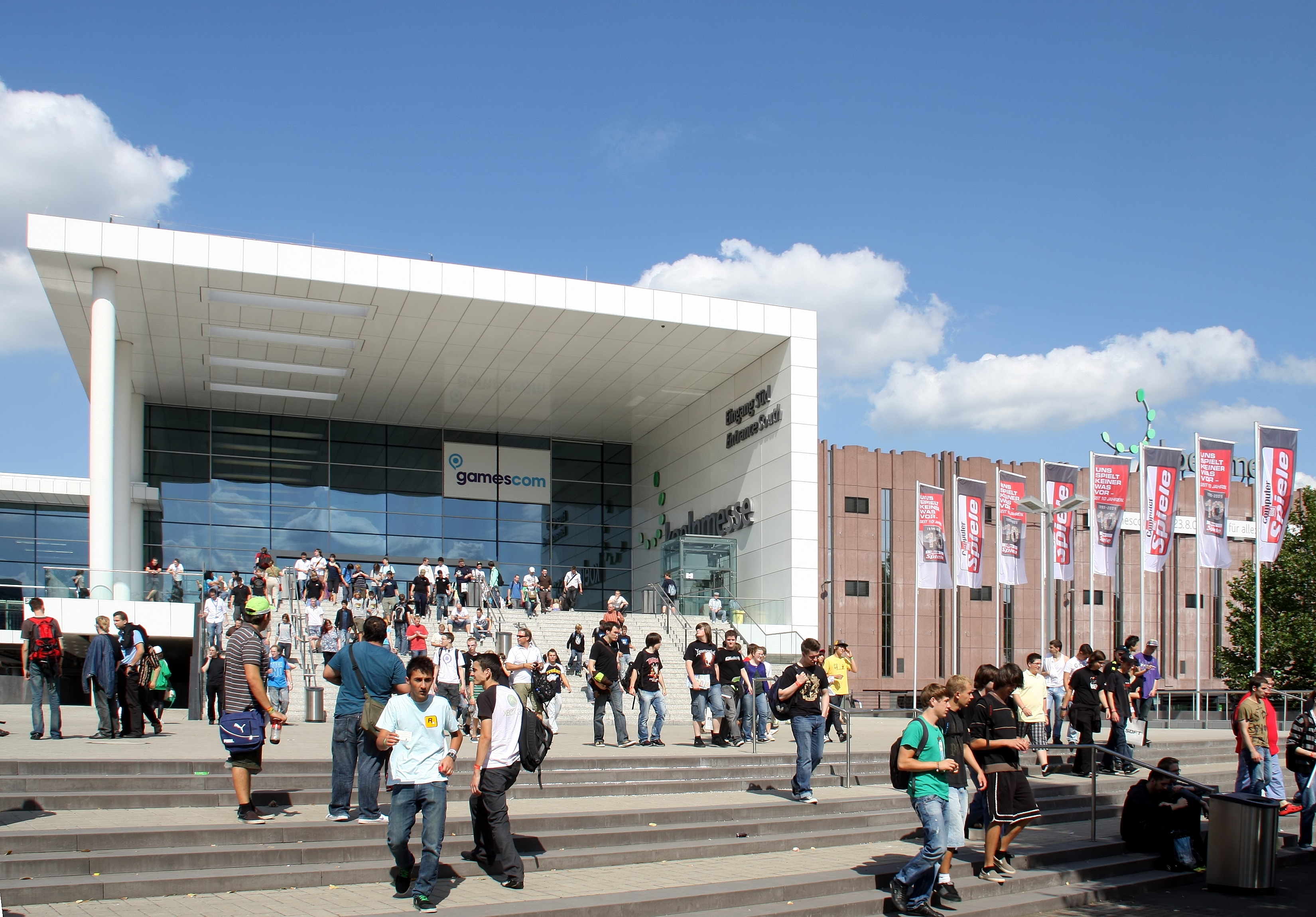
Entrée du salon Gamescom, à Cologne, où se rendent les développeurs pour promouvoir leur jeu.

Ils commencent à travailler sur Chants of Sennaar en mars 2020, alors que la France entre dans une période de confinement à la suite de la pandémie de Covid-19. En août 2021, ils se rendent au salon de la Gamescom à Cologne, avec une démo et l'espoir de décrocher un contrat avec l'éditeur Focus Entertainment pour obtenir leur soutien sur le plan marketing, et éventuellement le financement d'un budget son et musique. Le groupe français est en fait si impressionné par le prototype qu'il leur propose de financer le reste de la production, soit une « grande moitié du jeu ». Libre de contraintes financières, Moya quitte son travail et se consacre entièrement au développement. Ce soutien leur permet également de recruter en renfort un compositeur et designeur sonore en freelance. Panuel conserve cependant son emploi à temps plein, et c'est donc sur ses nuits et ses fins de semaine qu'il se dévoue au design et à la programmation, un rythme brutal qu'il n'envisage pas de reproduire pour un futur projet.
En avril 2023, les développeurs rendent publique la date de sortie : le jeu sort le 5 septembre 2023, au sein du label «  Indie Series » de Focus, sur Windows, Xbox One, PlayStation 4 et Nintendo Switch.

## Thèmes
Chants of Sennaar tire son titre de la région dans laquelle aurait été érigée la Tour de Babel, dans le sud de la Mésopotamie : Shinar, ou bien Sennaar en grec ancien. Tout comme les habitants de la mythique Babel, la population de Chants of Sennaar est orgueilleuse et se retrouve divisée lorsqu'elle perd sa langue commune. La direction artistique de Sennaar se base également sur l'architecture du Moyen-Orient, et bien qu'épurée, permet par les nombreux plans fixes de la mise en scène d'informer sur les strates de la civilisation de Sennaar : guerriers qui s'adonnent à des exercices martiaux, scientifiques consacrés à leurs recherches, et bardes qui se détendent au théâtre.

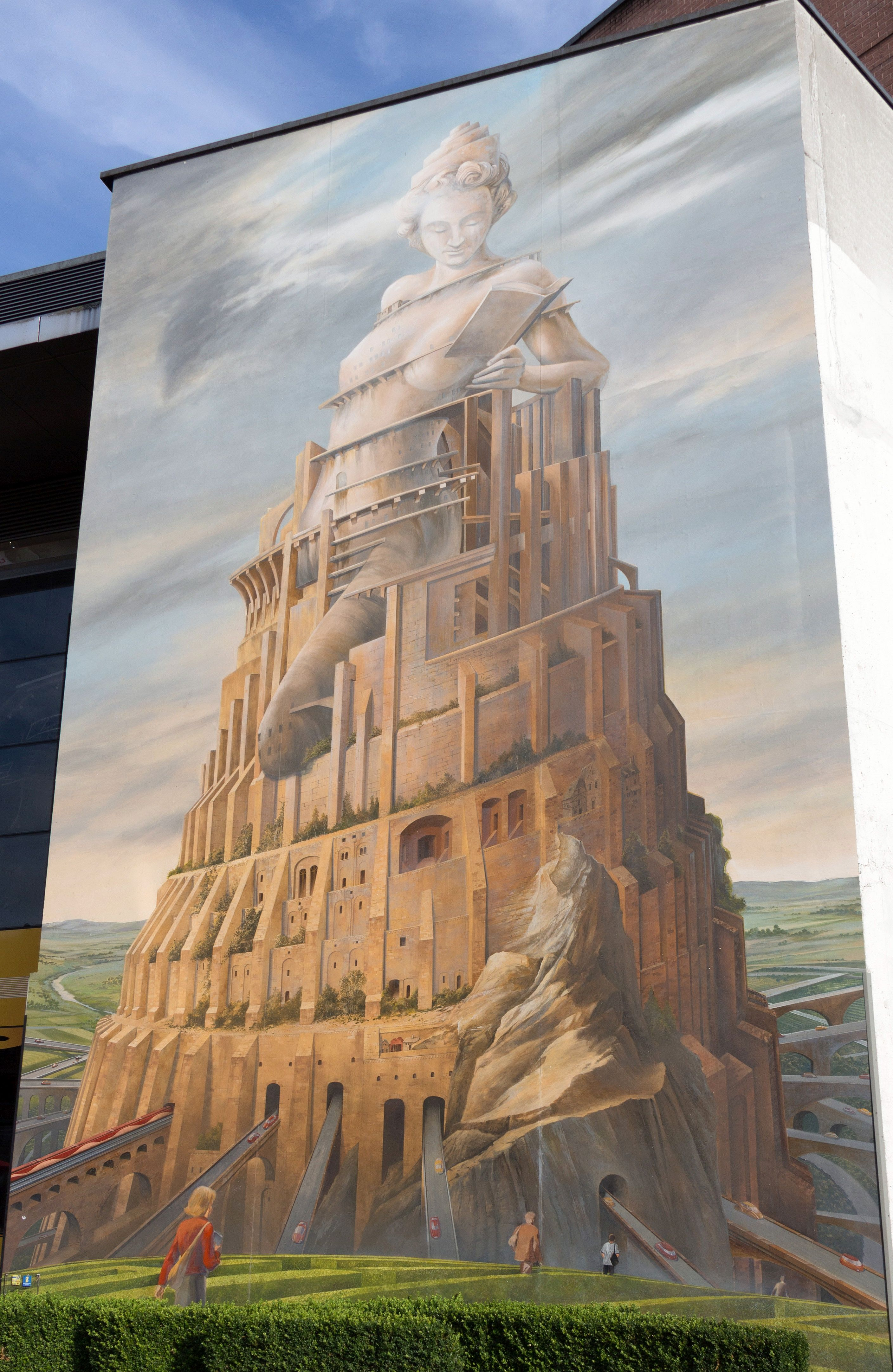
Fresque La Tour infinie peinte par François Schuiten.

À cette référence biblique s'ajoutent des influences plus modernes provenant de la bande dessinée franco-belge : le caractère mutique et existentialiste d'Arzach de Mœbius, les titres de science-fiction pétris de psychédélisme aux couleurs nettes et d'architecture cyclopéenne de Philippe Druillet, ou encore les univers urbains fantasmatiques et brutalistes de François Schuiten, dessinateur des Cités obscures,. Le caractère pop art de Chants of Sennaar, avec ses dominantes de jaune et de rose, est également rapproché du jeu Sable (2021), qui prend place dans un désert, ou de Rollerdrome, du fait de la direction artistique rappelant le style des bandes dessinées de Mœbius.
Les langues, thème central au cœur du gameplay, sont un moyen narratif qui permet d'évaluer le succès relatif des tentatives d'intégration du protagoniste aux communautés qu'il croise : si un sentiment de complicité se dégage lorsque des animaux se mettent à le suivre et le font rire, il suffit d'une moquerie d'un groupe de bardes masqués qui observent le joueur pour contrebalancer cette impression et faire naître le doute et la rancune. Chants of Sennaar illustre le caractère délicat de la communication et de la compréhension des autres, quand on ne parle pas la même langue.

## Accueil

### Réception critique
Chants of Sennaar reçoit globalement des critiques très positives. Pierre Trouvé du Monde loue l'inventivité de la réflexion, la direction artistique et la bande sonore, mais regrette une ergonomie moins bonne sur la version Nintendo Switch du jeu que sur ses équivalents pour PC et consoles. Cette même direction artistique est néanmoins jugée sans surprise et sans caractère magnétique, bien que jolie, par Mitchell Demorest de Slant Magazine, tandis que Benjamin Roure de Télérama y voit un « univers singulier et radical, [qui] explose en beauté les standards du jeu vidéo ».
La profondeur des énigmes et l'invitation implicite à retourner sur ses pas en quête d'une solution pour se débloquer sont louées, en même temps que certains journalistes regrettent ne pas bénéficier de davantage de guidage,,. À cet égard, le jeu est souvent comparé à Return of the Obra Dinn (2019) et The Case of the Golden Idol (2022), car ces titres ont en commun de donner au joueur l'impression d'être plus intelligent en jouant.
Malgré la dizaine d'heures que dure le titre, des critiques relèvent que le joueur ne s'ennuie pas et que le jeu parvient à bien se renouveler ; mais l'absence d'une boucle de progression offrant des défis et des récompenses de plus en plus relevés est notée, et, associée au caractère scolaire de la traduction qui constitue le moteur principal du jeu, peut donner l'impression que Chants of Sennaar tient davantage de la « leçon d'anthropologie linguistique interactive et particulièrement créative » que d'une aventure susceptible d'attirer des joueurs qui ne seraient pas déjà amateurs de ce genre.
La présence de séquences d'infiltration, une mécanique de jeu qui diffère des énigmes, est remarquée ; la presse note que leur difficulté paraît excessive, du fait de déplacements maladroits du protagoniste, mais apprécie en cas d'échec de ne pas avoir à perdre trop de progrès ; pour certains journalistes, ces phases d'infiltration ou de plateforme tiennent cependant du « hors-sujet » et auraient mieux fait de ne pas être conservées dans le produit final.
En plus des inspirations mentionnées plus haut et reconnues par les développeurs, le jeu évoque d'autres influences à la presse : Sethian.

### Ventes
Le succès commercial du jeu n'est pas communiqué par l'éditeur Focus Entertainment ; immédiatement à la sortie du jeu, le journalistes Jason Schreier estime que ses chiffres de fréquentation ne sont pas très élevés sur la boutique en ligne Steam, la faute peut-être à une perception de difficulté. Mais quelques mois plus tard, en mai 2024, le magazine Télérama estime que Chants of Sennaar a atteint « une belle rentabilité ». Plus d'un an après la sortie, en janvier 2025, le site d'estimations Steam Spy considère qu'il existe entre 200 000 et 500 000 propriétaires du jeu sur Steam.

### Distinctions
Chants of Sennaar reçoit de nombreux prix ou mentions lors de la saison 2023-2024 des cérémonies de récompenses de l'industrie vidéoludique; Lors de la cérémonie des Pégases 2024, il remporte ainsi les prix de meilleur jeu, de meilleur jeu indépendant, et de meilleur game design de l'année 2023. À l'Independent Games Festival 2024, il fait partie des cinq finalistes dans la catégorie d'excellence en design, et reçoit des mentions honorables dans la catégorie-reine, le grand prix Seumas-McNally, et dans la catégorie d'excellence en art visuel. Il est également nommé en novembre 2023 dans la catégorie « Games for Impact » des Game Awards, et il est finaliste parmi les meilleurs jeux indépendants aux New York Game Awards, et parmi les Games for Change Awards distinguant les jeux à portée sociale positive. Il reçoit également une nomination, sans remporter la victoire, au prix Hugo du meilleur jeu vidéo ou œuvre interactive, qui distingue les œuvres de fantasy ou de science-fiction à l'écriture remarquable.
Le jeu apparaît à de multiples reprises dans les « listes de fin d'année » des meilleurs jeux 2024 établies par les plus prestigieux critiques. Le journaliste spécialisé Jason Schreier de Bloomberg News le salue comme l'un des meilleurs titres de 2023, une année pourtant marquée par un nombre exceptionnel de jeux de grande qualité. Stephen Totilo du site web Axios y voit « l'un des jeux les plus intéressants de l'année », et Emily Price de Polygon l'un des meilleurs jeux à énigme de l'année. Elle relève notamment le caractère expressif de l'univers, qui parvient à faire ressentir au joueur sa place dans une communauté par le biais des interactions spontanées avec les autres personnages. Chants of Sennaar est également mentionné parmi les meilleurs jeux dans les publications généralistes Le Monde, Libération, The Guardian, The New York Times, Financial Times, et dans les publications spécialisées Game Developer, Polygon ou encore Ars Technica.

## Postérité
Le succès commercial du jeu, et les prix qu'il reçoit, amènent la société Rundisc à se restructurer en 2024. Julien Moya, désormais directeur créatif du studio à temps plein, annonce que l'équipe se dotera possiblement de quelques renforts, mais restera de taille limitée, afin de « garder la maîtrise de la création comme des risques ». Leur partenariat avec l'éditeur Focus Entertainment est reconduit pour un futur projet de jeu, basé sur une nouvelle licence.

#### Dossier de conception
- Julien Moya et Thomas Panuel, Note d'intention de Chants of Sennaar, Centre national du cinéma et de l'image animée, 2020, 10 p. (lire en ligne).

#### Articles
- (en) Julius Lilie et Luise Donat, « How Chants of Sennaar Creates Intriguing Gameplay around Learning Culturally Infused Languages », Université de Göteborg,‎ 25 octobre 2024, p. 10 (lire en ligne, consulté le 10 janvier 2025).
- Julien Moya (interviewé par Jean-Samuel Kriegk), « Chants of Sennaar : un splendide labyrinthe linguistique », Les Arts dessinés, n°27, Juillet/Septembre 2024, p.120-125

#### Analyse
- Fin du Game, « Épisode 131 - Chants of Sennaar », 8 novembre 2024.